# Klickitat (peuple)
Pour les articles homonymes, voir Klickitat.
Les Klickitat (aussi appelé Klikitat) appartiennent à une tribu amérindienne localisée dans le nord-ouest de l'Amérique du Nord près de l'océan Pacifique. Leur nom a été utilisé pour nommer le Comté de Klickitat et la rivière Klickitat River qui est un affluent du fleuve Columbia.
La tribu était reconnue pour ses capacités pour le commerce. Elle jouait le rôle d'intermédiaire entre les tribus de la côte et celles situées à l'est de la chaîne des Cascades.

## Étymologie
Klickitat dériverait d'un mot chinook signifiant « au-dessus » en référence aux montagnes des Cascades. Le nom Klickitat est cependant Qwû'lh-hwai-pûm signifiant « gens des prairies ».

## Histoire
Après la guerre Klickitat de 1855, leurs terres furent spoliées par les États-Unis qui déportèrent les survivants dans la réserve indienne de Yakima.

## Sources
- (en) Histoire des Klikitat
- (en) Tribu indienne de l'État de Washington